# Enges
Enges est une ancienne commune suisse et actuelle localité de Laténa, située dans le canton de Neuchâtel, dans la région Littoral.

## Géographie
Selon l'Office fédéral de la statistique, Enges mesure 9,59 km2. 2,2 % de cette superficie correspond à des surfaces d'habitat ou d'infrastructure, 45,9 % à des surfaces agricoles, 51,9 % à des surfaces boisées et 0,0 % à des surfaces improductives. L'altitude varie entre 730 et 1 260 m (816 m au centre du village).
La commune est limitrophe de Neuchâtel, Val-de-Ruz,  Lignières, Le Landeron, Cressier et Cornaux.

## Histoire
Le 26 novembre 2023, les habitants acceptent, à 97,1%, de fusionner avec les communes Hauterive, La Tène et Saint-Blaise afin de créer la nouvelle commune de Laténa. La fusion sera effective au 1er janvier 2025.

## Démographie
Selon l'Office fédéral de la statistique, Enges compte 270 habitants fin 2022 ; c'est la commune la moins peuplée de l'ancien district de Neuchâtel. Sa densité de population est de 28 hab./km2. Avec moins de 300 habitants, c'est la commune la moins peuplée de l'ancien district de Neuchâtel.
Le graphique suivant résume l'évolution de la population d'Enges entre 1850 et 2008 :

## Économie
Situé à 11 km de Neuchâtel, Enges est un village agricole et résidentiel. Le village compte quelques activités de type commercial mais ni magasin ni industrie. Un hôtel-restaurant est situé au centre du village. Pour des raisons de rationalisation, le bureau de Poste d'Enges a été fermé à fin novembre 2003.

## Culture et patrimoine
Il n'est pas rare que des fiancés venant d'autres localités de la région choisissent la chapelle d'Enges pour qu'y soit célébrée leur union. Datant du XVIIe siècle, cette chapelle comporte notamment une fresque peinte par un soldat polonais faisant partie des militaires internés en Suisse entre 1940 et 1945 et dont un contingent résidait à Enges.

## Transport
- Le Village d'Enges est relié au réseau des transports publics par la course postale de Lignières à Saint-Blaise (6 courses quotidiennes les jours ouvrables, 2 le dimanche).